# Exposição Internacional de Eletricidade de 1881

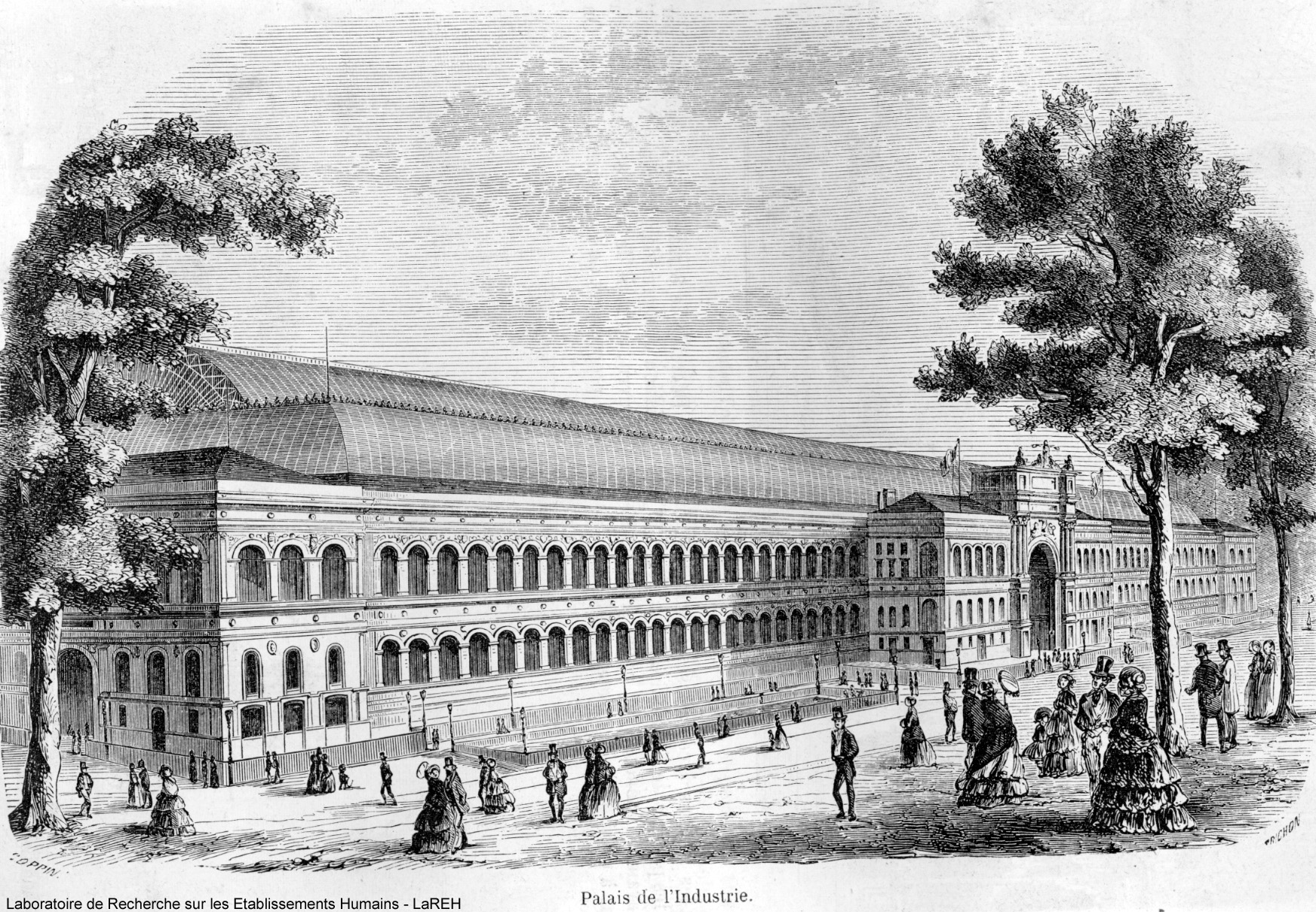
Palais de l'Industrie em 1855, local da Exposição Internacional de Eletricidade em 1881

A primeira Exposição Internacional de Eletricidade em Paris ocorreu entre 15 de agosto e 15 de novembro de 1881, no Palais de l'Industrie nos Champs-Élysées. Serviu para mostrar os avanços da tecnologia elétrica desde a pequena mostra elétrica na Exposição Universal de 1878. Apresentaram-se expositores do Reino Unido, Estados Unidos, Alemanha, Itália e Holanda, bem como da França.
A exposição foi bem agitada. O público pode admirar o dínamo de Zénobe Gramme, a lâmpada incandescente de Thomas Edison, o teatrofone, o bonde elétrico de Werner von Siemens, o telefone de Alexander Graham Bell, um sistema de transmissão de energia elétrica de Marcel Deprez e um carro elétrico de Gustave Trouvé. Fazendo parte da exposição, ocorreu o primeiro Congresso Internacional de Eletricistas, que ocorreu nos salões do Ancien Palais du Trocadéro, apresentando vários trabalhos científicos e técnicos, incluindo definições das unidades práticas padrão volt, ohm e ampere.
George Berger foi o comissário geral. O local da exposição foi disponibilizado pelo governo francês, sendo todo o resto financiado pela iniciativa privada.
Louis Adolphe Cochery, então ministro dos Correios e Telégrafos, sugeriu que uma exposição internacional deveria ser mantida.
Na exposição havia:
- Aparelhos para produção e transmissão de eletricidade;
- Magnetos naturais e artificiais, e bússolas;
- Dispositivos usados no estudo da eletricidade;
- Diversas aplicações da eletricidade (som; calor; luz; galvanoplastia; eletroquímica; sinalização; potência; aplicações industriais, agrícolas e domésticas)
- iluminação
- antigos instrumentos em conexão com eletricidade.

A iluminação elétrica foi um dos desenvolvimentos chave em exibição na exposição, com mais de 2500 lâmpadas acesas. Foram efetuados testes comparativos das lâmpadas incandescentes de Edison, Swan, Maxim e Lane-Fox, conduzidos por William Crookes, com o intuito de estabelecer a forma de lâmpada mais eficiente.

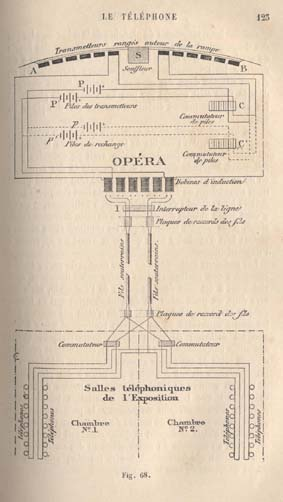
Usando o Theatrophon, os visitantes podiam ouvir a ópera ao vivo distantes até dois km.